# Christian III Wittelsbach (Pfalz-Zweibrücken)
Christian III Wittelsbach (ur. 7 listopada 1674 w Strasburgu, zm. 3 lutego 1735 w Zweibrücken) – hrabia palatyn i książę Palatynatu-Zweibrücken-Birkenfeld, od 1731 roku hrabia palatyn i książę Palatynatu-Zweibrücken.
Syn księcia Christiana II Wittelsbacha i Katarzyny Agaty Rappoltstein.
Po śmierci ojca w 1717 roku został księciem Palatynatu-Zweibrücken-Birkenfeld. 21 września 1719 roku ożenił się z Karoliną Nassau-Saarbrücken (1704-1774), córką księcia Ludwika Nassau-Saarbrücken (1663-1713) i Filipiny Hohenlohe-Langenburg (1679-1751). Para miała czwórkę dzieci:
- Karolinę Henriettę (1721-1774) – żonę landgrafa Hesji-Darmstad Ludwika IX,
- Christiana (1722-1775) – hrabiego palatyna i księcia Palatynatu-Zweibrücken,
- Fryderyka Michała (1724-1767) – hrabiego palatyna i księcia Palatynatu-Birkenfeld-Bischweiler, ojca króla Bawarii Maksymiliana I
- Christinę Henriettę (1725-1816) – żonę księcia Karola Waldeck-Pyrmont.

W 1731 roku zmarł bezpotomnie książę Palatynatu-Zweibrücken Gustaw Samuel Wittelsbach. Christian III został jego następcą.